# ALTER
ALTER je příkaz DDL SQL, který slouží ke změně databázových objektů. Všechny jeho možnosti se mohou lišit podle typu databáze, proto jsou v následujícím přehledu uvedena nejběžnější použití společná většině databázových platforem:
- ALTER TABLE pro změnu struktury nebo způsobu uložení tabulky
- ALTER DATABASE pro změnu databáze, většinou jejího jména, collation nebo výchozího kódování
- ALTER VIEW pro změnu způsobu výběru dat v pohledu
- ALTER INDEX pro změnu podkladových položek nebo typu indexu
- ALTER PROCEDURE pro změnu zdrojového kódu uložené procedury
- ALTER FUNCTION pro změnu zdrojového kódu databázové funkce
- ALTER EVENT pro změnu databázové události

Například databázový systém MySQL pomocí příkazu ALTER může modifikovat další prvky – klíčová slova za ALTER mohou ještě být SERVER, LOGFILE GROUP, SCHEMA, TABLESPACE.

## ALTER TABLE
ALTER TABLE mění strukturu tabulky smazáním, přidáním nebo přejmenováním atributu(ů). Mění jejich datový typ (doménu). Použití je možné i pro přejmenování tabulky.
Zkrácená syntaxe pro úpravu tabulky. Existuje mnoho dalších klausulí, které se liší podle konkrétního databázového systému.
```
  
ALTER
 
TABLE
 
<
název
 
tabulky
>

  
{
[
ALTER
 
COLUMN
 
<
název
 
sloupce
>
 
<
nový
 
datový
 
typ
>
 
<
další
 
definice
 
sloupce
>

   
|
 
ADD
 
<
název
 
sloupce
>
 
<
datový
 
typ
>
 
<
další
 
definice
 
sloupce
>

   
|
 
{
DROP
 
COLUMN
 
<
název
 
sloupce
>
 
[,...
n
]
}

  
RENAME
 
TO
 
<
nový
 
název
 
tabulky
>

  
COMMENT
 
<
případný
 
komentář
 
pro
 
tabulku
>

  
ORDER
 
BY
 
<
seřadit
 
tabulku
 
podle
 
specifikovaného
 
sloupce
>

```

Klausule pro sloupce se mohou opakovat, tj. lze ji uvést vícekrát (provádějí se v tom pořadí, v kterém jsou uvedeny). V takovém případě platí, že přidání dalšího sloupce se může odkazovat na předchozí právě přidaný nebo upravený sloupec.